# Petrit Caslli
Petrit Caslli (* 1932 in Tirana) ist ein ehemaliger albanischer Schwimmer, Schwimmtrainer, Boxer und internationaler Basketballschiedsrichter.

## Leben
Petrit Caslli wurde 1932 als eines von vier Kindern der aus Tirana stammenden Zenel und Hanke Caslli geboren. Er startete seine Profikarriere im Boxen und Schwimmen im Jahr 1949 bei Partizan Tirana. Im selben Jahr wurde er von der Volksrepublik Albanien zum Studium am Institut für Körperkultur und Sport in St. Petersburg zugelassen, welches er 1952 erfolgreich abschließen konnte. In seiner Studienzeit konnte er sich bei einem Wettbewerb im Jahr 1950 den Titel als nationaler Meister im Boxen sichern.
In den folgenden Jahren konnte er besonders im Schwimmsport beachtliche Erfolge auf nationaler Ebene feiern. Er erlangte in Albanien großes Ansehen, da er in gleich zwei Sportarten zu den besten Sportlern des Landes zählte. Im Jahr 1955 brach er den albanischen Rekord in der Kategorie 100 Meter Freistil, welcher zuvor 24 Jahre lang von Taq Dafa gehalten wurde. In den folgenden Jahren dominierte Petrit Caslli sämtliche albanischen Schwimmwettbewerbe. Nach seiner aktiven Karriere war er viele Jahre vor allem als Trainer des Teams von Partizan Tirana tätig. Im Jahr 1972 wurde er schließlich zum Trainer mehrerer albanischer Schwimm-Nationalmannschaften ernannt. Noch im selben Jahr reiste er mit der Nationalmannschaft zu einem Freundschaftswettkampf mit den Schwimmern der Volksrepublik China. Im Zuge dieses Wettkampfs konnten über sämtliche Kategorien und Geschlechter hinweg über 100 nationale Rekorde gebrochen werden. Darüber hinaus war er international als Basketballschiedsrichter tätig. Durch sein Engagement und seine großen Erfolge in verschiedenen Bereichen der albanischen Sportwelt brachte er es zu großem Ansehen, welches durch die Würdigung mit zahlreichen Medaillen und Auszeichnungen, sowie durch eine nach ihm benannte Straße und einen Schwimmpokal in Tirana zum Ausdruck gebracht wurde.